# Rain (chanson)
Vous lisez un « bon article » labellisé en 2008.
Pour les articles homonymes, voir Rain.
Singles de The Beatles
We Can Work It Out/Day Tripper
(1965) Eleanor Rigby/Yellow Submarine
(1966)
Pistes de Past Masters
Paperback Writer Lady Madonna
Rain est une chanson des Beatles, principalement écrite par John Lennon avec le concours de Paul McCartney, et publiée en face B du single Paperback Writer. Le disque sort le 30 mai 1966 aux États-Unis, et le 10 juin suivant au Royaume-Uni. Enregistrée durant les sessions de l'album Revolver, Rain est la première chanson à contenir des bandes inversées. Son destin de « face B » d'un 45 tours en fait un titre relativement méconnu (car ce titre n'est jamais paru sur un album des Beatles, hormis des compilations), pourtant remarquable et reconnu comme tel.
Son ambiance psychédélique, sa sonorité puissante, ses instruments ralentis, sa voix trainante, ses vocaux inversés et la technologie employée pour l'enregistrer sont en effet annonciateurs de bien d'autres innovations à venir dans la carrière du groupe, à commencer par l'album qui sera publié deux mois plus tard.

## Composition
Pendant leur passage à Amsterdam, lors de leur tournée mondiale de 1964, à partir du bateau sur lequel le groupe visite la ville, John Lennon remarque un badaud portant une cape ancienne de postier néerlandais. Il envoie un assistant l'acquérir et une commande est envoyée en toute hâte à Hong Kong pour en faire faire des copies qu'ils pourront prendre possession la semaine suivante lors de leur passage dans la colonie britannique. À leur arrivée en Australie, le groupe porte fièrement leurs nouvelles redingotes mais doivent se faire transporter lentement sur la plateforme d'un camion afin de donner la chance aux fans assemblés d'apercevoir leurs héros. Confrontées à une pluie torrentielle, les Beatles rentrent trempés à leur hotel. Le manteau tout neuf a déteint sur eux et tout le groupe en a la peau bleue.
À l'origine, selon Neil Aspinall et John Lennon, l'inspiration pour Rain remonterait à cette tournée des Beatles en Australie en juin 1964 et à leur arrivée à l'aéroport de Sydney sous une pluie battante. « Je n'ai jamais vu un tel déluge, à part à Tahiti » a expliqué le fondateur des Beatles.
Le titre semble être du seul John Lennon, mais Paul McCartney précise qu'il a participé à l'écriture, et que la chanson dans son ensemble résulte d'une collaboration et non du fait de son partenaire en solitaire. Ce dernier explique que Rain est « une chanson sur les gens qui se lamentent sans arrêt à propos du temps ».
Le critique Steve Turner voit dans Rain les premières références à l'élévation d'esprit, à la capacité à transcender les événements, références qui, les années suivantes, abondent dans les albums et les déclarations du groupe. Selon Turner, Rain délivre un message visant à expliquer que l'important est l'état d'esprit dans lequel on se trouve (« It's just a state of mind », comme le dit la chanson). Ce message est d'une part caractérisé par une métaphore qui tourne en dérision les gens qui fuient la pluie, comme si leur vie était en jeu (« They might as well be dead »). Ainsi, il suffit de prendre de la distance face aux choses terre à terre de la vie, représentées dans la chanson par la pluie, puisque, scande John Lennon, « Tout est pareil lorsqu'il commence à pleuvoir ». Et d'autre part, le chant récurrent du vers « Je peux vous montrer » (« I can show you ») témoigne d'une évolution dans le rôle que s'attribue Lennon, puisqu'il se pose ici en porte-parole, en montreur de chemin à suivre, plutôt que comme conteur d'une quelconque histoire d'amour.

## Enregistrement

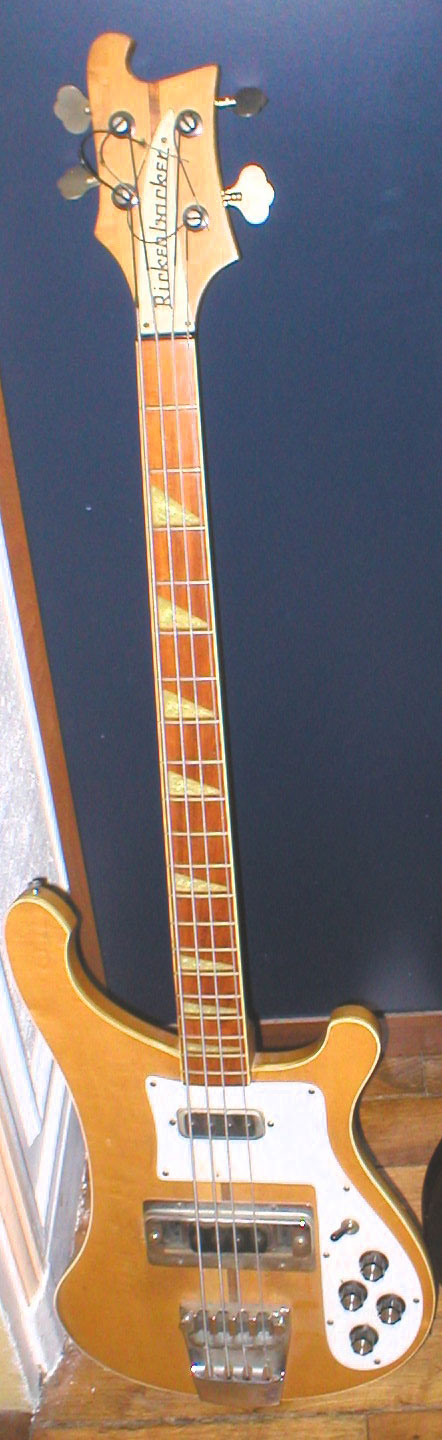
Le modèle Rickenbacker 4001 utilisé par McCartney sur Rain.

La chanson est enregistrée les 14 et 16 avril 1966 aux studios EMI de Londres, durant les sessions de l'album Revolver.
Dans la soirée du 14 avril, après avoir travaillé sur Paperback Writer, les Beatles enregistrent cinq prises de la chanson. John Lennon est au chant et à la guitare rythmique (Gretsch Nashville 6120), Paul McCartney à la basse (Rickenbacker 4001 S), George Harrison à la guitare (Gibson Les Paul SG Standard) et Ringo Starr à la batterie (Ludwig).
Le travail reprend le surlendemain dans l’après-midi, pour l’ajout d’overdubs à la prise 5 : vocaux par Lennon, McCartney et Harrison, tambourin par Ringo Starr, basse par McCartney et effets divers, pour une séance longue de 11 heures. Ce travail donne naissance à 3 autres prises, par transfert des pistes sur une autre machine (tape reduction), pour libérer de la place et continuer à enregistrer. Le mixage définitif en mono est réalisé à partir de la prise 8.
Plus que jamais avides d’expérimentations, les Beatles exécutent leurs parties instrumentales d’accompagnement plus rapidement qu’ils ne l’auraient dû, puis ralentissent la bande, ce qui donne une lourdeur particulière à l’ensemble, rendant la basse très profonde et la batterie massive.
« La batterie devient une batterie géante. Si vous ralentissez un bruit de pas, ça devient le pas d’un géant, ça ajoute quelques tonnes au poids de la personne. Alors on a obtenu un accompagnement bien gros, bien gras, bien percutant, et on a empilé dessus à vitesse normale, ce qui fait que l’ensemble n’a pas sonné comme un truc qui avait été ralenti, mais ça avait un énorme son. C’était génial, j’ai adoré ça », raconte Paul McCartney. Le même traitement - consistant à enregistrer plus vite puis à ralentir la bande - est appliqué sur la voix de John Lennon. Ce procédé consistant à ajuster la vitesse de défilement des bandes, avec un outil nommé vari-speed, va désormais être fréquemment utilisé pour les réalisations du groupe
Rain est historiquement la première chanson de la musique populaire du XXe siècle où des bandes magnétiques sont passées à l'envers, phénomène qui intervient à la fin de la chanson avec le chant de John Lennon. Le crédit de cette trouvaille est incertain. Le producteur du groupe, George Martin, explique qu'il fut à l'origine de cette idée, trouvée alors qu'il travaillait dans les studios après le départ du groupe. John Lennon a une autre version des faits. Une fois rentré chez lui, ce dernier avait accidentellement enclenché à l'envers, sur son magnétophone personnel, une copie des premiers enregistrements de la chanson, arrivant aux studios le lendemain matin tout heureux de proposer cette innovation. En 1980, dans son interview au magazine Playboy, Lennon explique que c'était la marijuana (et non la fatigue, comme il l'avait déclaré en 1966) qui l'avait empêché de savoir vraiment ce qu'il faisait, ce qui l'amène à dire de cette chanson qu'il s'agit « d'un don de Dieu, de Jah en fait, le dieu de la marijuana ».
La version de John Lennon est corroborée par l'ingénieur du son Geoff Emerick, qui explique : « Ils avaient tous un magnétophone Brenell chez eux à cette époque. John avait demandé une copie des premières prises de la chanson [...]. Il arriva le lendemain dans la salle de contrôle, la bande magnétique en mains, et nous demanda à tous d'écouter son « incroyable » découverte [...] C'était le son qu'il voulait pour la fin de la chanson, et c'était à nous de réaliser ce travail. George Martin me demanda de copier la piste de chant de John sur une machine deux-pistes, puis nous retournâmes la bande pour la réinjecter au bon endroit dans l'enregistrement multipistes. Lennon était émerveillé par le résultat. À partir de ce jour, les Beatles furent gagnés par la fièvre de l'inversement (backward fever) et tous les overdubs qu'ils réalisaient pour Revolver devaient être essayés à l'envers, aussi bien qu'à l'endroit ».
Outre la partie instrumentale, l'inversion concerne le vers « If the rain comes they run and hide their heads », qui est donc devenu « sdaeh rieht edih dna nur yeht semoc niar eht fI », ainsi que les derniers mots de la chanson, rain (« niar ») et sunshine (« enishnus »). Une édition japonaise de l'album Hey Jude prend même l'initiative de transcrire les paroles comme si elles n'étaient pas inversées, ce qui donne « Stare it down and nourish / what comes near you. »

## Évolutions techniques
La réalisation du single Paberback Writer / Rain se déroule au début des sessions de l'album Revolver, qui ont démarré le 6 avril 1966 avec, d'emblée, l'expérimental Tomorrow Never Knows. C'est une période de grandes avancées techniques dans les studios EMI, œuvres d'un personnel entièrement au service des Beatles. Ainsi, Geoff Emerick change la façon d'enregistrer la basse, à la demande de Paul McCartney, qui souhaite que son instrument puisse être entendu comme dans les productions Motown qu'il écoute assidument à cette époque. Emerick a l'idée de se servir d'un gros haut-parleur comme micro, placé en face de l'ampli de Paul. L'ingénieur du son, à peine âgé de 19 ans en 1966, explique : « le mouvement du diaphragme du second haut-parleur générait le courant électrique ». Par ailleurs, Paul McCartney utilise pour la première fois une basse Rickenbacker au lieu de sa traditionnelle Höfner violon. Il en résulte un son de basse particulièrement renforcé, et beaucoup plus audible que d'habitude.
Toujours pour enrichir les productions du groupe en basses fréquences et en volume sonore, Emerick peut utiliser un tout nouvel appareil pour mixer le single : l'ATOC, pour Automatic Transient Overload Control, c'est-à-dire « contrôle automatique de surcharge transitoire ». Il permet de monter le volume général du mixage tout en aplanissant les crêtes maximales des signaux, évitant ainsi les risques de débordement à la gravure du vinyle. « C'était une énorme machine développée par le département de maintenance d'EMI, remplie de lumières clignotantes », raconte Geoff Emerick, « Et cela nous a permis de graver le single à un volume sonore plus élevé qu'aucune autre production de l'époque ».
Comme l'explique George Martin, producteur du groupe : « Les garçons écoutaient beaucoup de disques américains et demandaient ensuite : « Est-ce qu’on peut obtenir cet effet-là ? ». Ainsi, les Beatles voient exaucé leur vœu d'obtenir un son proche de ces productions venues de l'autre côté de l'Atlantique (typiquement, celles de Motown ou de Phil Spector), elles aussi riches en basses fréquences et en niveau sonore.
Enfin, et ce n'est pas la moindre des inventions du personnel technique d'EMI, la voix de John Lennon est passée dans l'Automatic Double Tracking (ADT), une réalisation de l'ingénieur du son Ken Townsend pour les sessions de Revolver, qui permet de ne plus avoir à doubler sa propre voix, et débouchera bientôt sur une autre application, le flanger.

## Structure musicale
Rain démarre par cinq coups de caisse claire (tatap, tatatap) de Ringo Starr, puis c’est l’introduction à la guitare, en sol, accompagnée par la basse dans les aigus. Le morceau se déroule ensuite en sol, do et ré sur les couplets (la basse navigue toujours en bas du manche, à l’octave de ces trois notes) avant le refrain « rain, I don’t mind, shine the weather’s fine » tout en sol, dont la signature rythmique est 6/4 (« rain »), 4/4 (« I don't mind »), 6/4 (« shine ») et à nouveau 4/4 (« The weather's fine ») pour enchaîner sur le couplet suivant : une tendance aux signatures rythmiques multiples dont John Lennon va devenir de plus en plus friand.
Le refrain semble être joué plus lentement que les couplets, dans une véritable ambiance psychédélique – précurseur en ce sens – mais il est pourtant exécuté au même tempo. L’effet étant produit sur ses douze mesures (2 fois 6) par le changement de signature rythmique.
Les chœurs arrivent en réponse aux paroles de John Lennon, à partir du deuxième couplet, répétant deux fois « when the sun shines down », puis « when the rain comes down » sur le couplet suivant et enfin, « when it rains and shine » sur le dernier couplet. Le refrain est chanté par les deux voix de McCartney et Lennon en harmonie : les mots rain, puis shine modulés sur quatre mesures. La fin du morceau est donc ponctuée de ces fameuses lignes inversées de John Lennon sur fond de chœur qui répète « Rain! ».

La chanson est notamment soutenue par une grande performance de la section rythmique (basse-batterie). Paul McCartney visite sur sa basse la gamme de sol majeur à une rapidité étonnante. Avec le rythme hypnotique de Tomorrow Never Knows, et son jeu foisonnant sur She Said She Said, le batteur Ringo Starr reconnaît être, durant ces sessions d’avril 1966, au sommet de son art : 

« Ce dont je suis le plus fier, c’est certainement mon travail sur Rain. Je crois que je joue génialement sur ce titre. D’habitude, je tape la caisse claire et le charleston. Je crois que c’est la première fois que j’ai utilisé cette combine de démarrer par un coup sur le charleston au lieu d’attaquer l’un des toms directement. Je crois que c’est ce que j’ai enregistré de meilleur. Rain me stupéfie à chaque fois que je l’écoute. C’est au-dessus du reste. Je me connais, je sais ce dont je suis capable à la batterie et, au-dessus de ça, il y a Rain. »

La fin du morceau est d’ailleurs ponctuée par un break rythmiquement très compliqué exécuté par les deux compères dans un « timing » parfait.

## Publication et clip vidéo

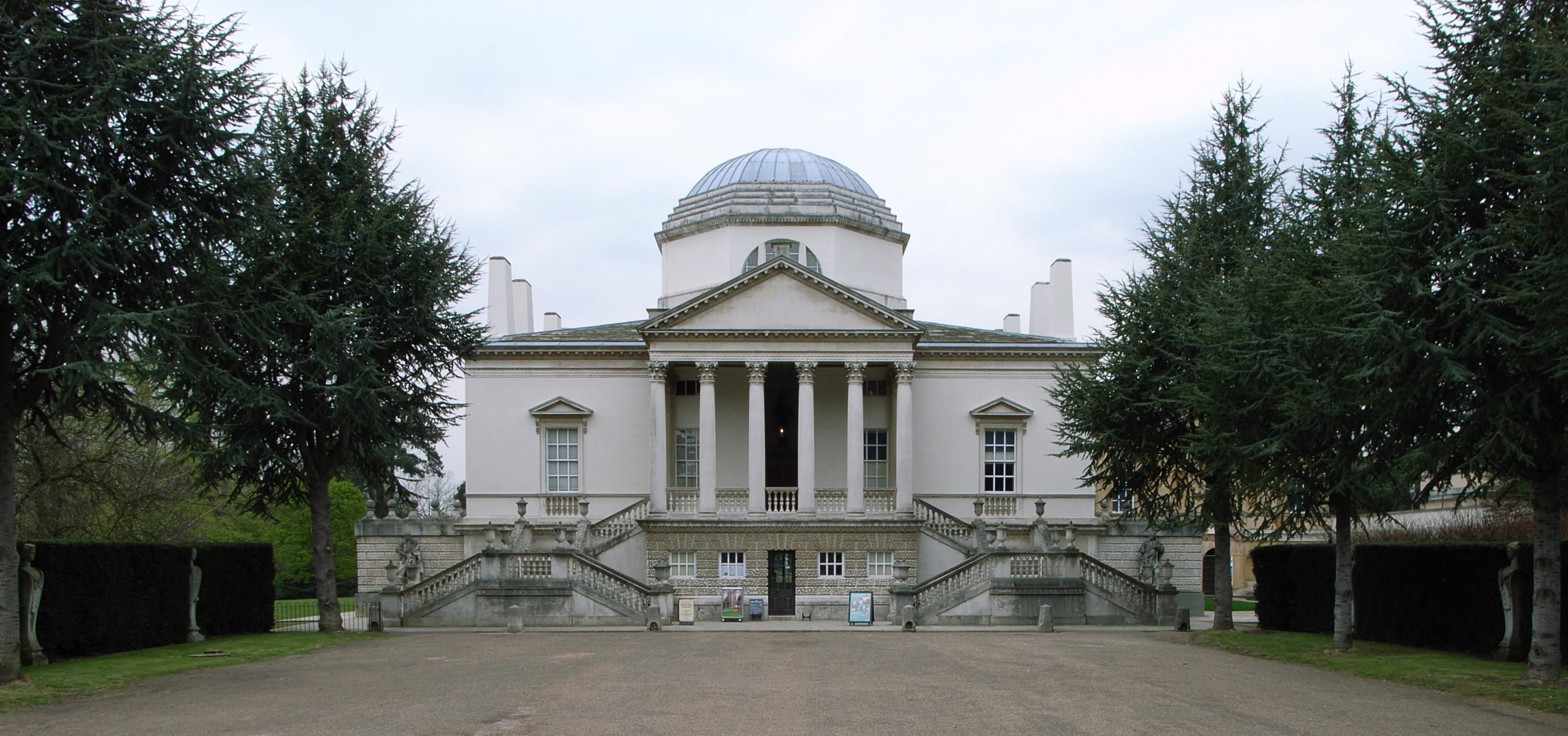
Chiswick House, lieu du tournage du clip.

Rain est publiée en tant que face B de Paperback Writer le 30 mai 1966 aux États-Unis (Capitol Records) et le 10 juin suivant au Royaume-Uni (Parlophone). Elle apparait ensuite sur les compilations Hey Jude aux États-Unis et ailleurs en 1970 et Rarities au Royaume-Uni en 1978. Depuis 1988, on retrouve Rain en sur l'album Past Masters, une compilation qui reprend des titres de 45-tours non présents dans la discographie officielle du groupe.
Klaus Voormann, ami des Beatles depuis l'époque de leurs débuts à Hambourg, a conçu les décors du vidéoclip promotionnel pour Rain, tourné dans les jardins de Chiswick House à Londres. La vidéo alterne des plans en couleur des Beatles dans les jardins, et quelques scènes prises en noir et blanc, le groupe aux instruments. Des photos prises lors de ces séquences en noir et blanc sont d'ailleurs utilisées pour le verso de la pochette de l'album Revolver.
George Harrison introduit ce clip dans la série Anthology avec ces mots : « D'une certaine manière, nous avons inventé MTV »,. En fait, le principe du clip existait déjà avec les scopitones, mais ceux-ci n'étaient pas destinés à une diffusion télévisée. Le clip est projeté pour la première fois le 5 juin 1966 au Ed Sullivan Show en même temps que celui de Paperback Writer.
Le clip constitue la seule vidéo sur laquelle les Beatles interprètent Rain. Si, lors de leurs ultimes concerts, de juin à août 1966, ils ont interprété Paperback Writer sur scène, cela n'a pas été le cas de Rain, ni d'ailleurs d'aucune des autres chansons enregistrées à la même période pour l'album Revolver.

### Publication en France
La chanson arrive en France en juin 1966 sur la face B d'un 45 tours EP (« super 45 tours ») ; elle est accompagnée  de Nowhere Man. Sur la face A figurent Paperback Writer et The Word. La photo de la pochette est prise dans les studios Twickenham le 23 novembre 1965 lors du tournage du film promotionnel de la chanson Help!.

## Réception
Rain atteint la 23e position des charts aux États-Unis le 11 juin 1966 grâce à ses diffusions radio, tandis que sa face A Paperback Writer est no 1 des deux côtés de l’Atlantique. Paperback Writer atteint aussi, notamment, la première place en Allemagne, en Australie, en Nouvelle-Zélande et en Norvège. Aux États-Unis, le single est certifié gold le 14 juillet 1966 par la RIAA, ce qui correspond à plus de 500 000 exemplaires vendus sur le sol américain.
Rain est un des titres des Beatles les plus salués par la critique, figurant sur bon nombre de listes, comme celle des 500 plus grandes chansons de tous les temps de Rolling Stone Magazine (no 463). AcclaimedMusic.net, un site web qui compile des centaines de listes de ce type dans le monde entier, classe Rain à la 991e place du « Top 3000 », ce qui en fait la 32e chanson classée des Beatles sur ce site,.
Le jeu de batterie de Ringo Starr, qu’il reconnaît lui-même comme la meilleure performance de sa carrière, est également salué par Rolling Stone (« superbe ») et AllMusic, qui loue ses « créatifs breaks de batterie ».
Quant à la tonalité générale du morceau, le critique américain Richie Unterberger écrit sur Allmusic : « Rétrospectivement (et peut-être même à l’époque, pour ceux qui savaient), l'apparente nonchalance, lenteur, de Rain semble bel et bien motivée par l’expérience des drogues hallucinogènes, entraînant des changements de perception sensorielle dont résultent un état altéré et une élasticité temporelle. Que le fait de refléter cette expérience ait été intentionnel ou non, la texture « brumeuse » de la chanson a certainement réussi à la traduire ».
Pour sa part, le musicologue Allan W. Pollack note : « En dehors des arrangements, la chanson est structurellement organisée de manière très « indienne »[...]. Quant aux parties vocales et instrumentales de la piste, sujettes à des changements de vitesse entre l’enregistrement original et le mixage, elles accréditent, au même titre que d’autres facteurs, la qualité psychédélique, surréelle, qui entoure le tout ».

## Interprètes
- John Lennon : chant, guitare rythmique
- Paul McCartney : basse, chœurs
- George Harrison : guitare solo, chœurs
- Ringo Starr : batterie, tambourin

## Reprises
Rain a été reprise notamment par :
- Randy California sur Kapt. Kopter and the (Fabulous) Twirly Birds (1972) ;
- Humble Pie sur Street Rats (1975) ;
- Todd Rundgren sur Faithful (1976) ;
- Dan Ar Braz sur l'album The Earth's Lament (1979) ;
- The Allman Brothers Band sur la compilation Dreams (1989) ;
- Marty Willson-Piper (en) a interprété la chanson en acoustique  Rain avec Jules Shear (The Church a été présentée dans le spectacle numéro 6 de MTV Unplugged, partageant une facture fractionnée avec Sinéad O'Connor. Ce spectacle a été enregistré le 30 janvier 1990 au National Video Center, à New York, et a été diffusé le 18 mars 1990 sur MTV) ;
- Yellow Matter Custard, composé de Mike Portnoy, Neal Morse, Paul Gilbert et Matt Bissonette a repris la chanson lors de leurs deux concerts en 2005.

Des groupes comme The Grateful Dead, U2, Galaxie 500 ont repris ou reprennent également la chanson en concert. Elle a servi de premier nom à Oasis (The Rain).